# Roanoke International Tennis 1974
Il Roanoke International Tennis 1974 è stato un torneo di tennis giocato su campi indoor. È stata la 3ª edizione del Roanoke International Tennis, che fa parte del Commercial Union Assurance Grand Prix 1974. Si è giocato a Roanoke negli Stati Uniti, dal 14 al 20 gennaio 1974.

## Campioni

### Singolare
Jimmy Connors ha battuto in finale  Karl Meiler con il punteggio di 6–4, 6–3

### Doppio
Vitas Gerulaitis /  Sandy Mayer hanno battuto in finale  Ian Crookenden /  Jeff Simpson con il punteggio di 7–6, 6–1